# تصنيف ثنائي
التصنيف الثنائي هو عملية تصنيف عناصر مجموعة معينة إلى مجموعتين أو صنفين من خلال التنبؤ بالمجموعة التي ينتمي لها كل عنصر على أساس قاعدة التصنيف. من الأمثلة على السياقات التي تتطلب قرارًا بشأن ما إذا كان العنصر يحتوي على بعض الخصائص النوعية أو بعض الخصائص المحددة أو بعض التصنيفات الثنائية النموذجية:
- الاختبارات الطبية لتحديد ما إذا كان المريض يعاني من مرض معين أم لا - خاصية التصنيف هنا هي «وجود المرض».
- طريقة اختبار «النجاح أو الفشل» أو مراقبة الجودة في المصانع، أي تحديد ما إذا كان قد تم استيفاء المواصفات أو لم يتم الوفاء بها - تصنيف go / no go .
- استرجاع المعلومات، أي تحديد ما إذا كان يجب أن تكون الصفحة أو المقالة في مجموعة نتائج البحث أم لا - خاصية التصنيف هنا هي «صلة المقال».

## التصنيف الإحصائي الثنائي
التصنيف الإحصائي هو مسألة تمت دراستها في التعلم الآلي. وهو نوع من التعلم المراقب، والتعلم المراقب هو طريقة للتعلم الآلي حيث يتم تحديد الفئات مسبقًا، ويستخدم لتصنيف الملاحظات الاحتمالية الجديدة إلى الفئات المذكورة. عندما تكون هناك فئتان فقط تُعرف المشكلة بالتصنيف الثنائي الإحصائي.
بعض الطرق المستخدمة بشكل شائع للتصنيف الثنائي هي:
- أشجار القرار
- شبكات بايزي
- شعاع الدعم الآلي
- الشبكات العصبية
- الانحدار اللوجستي